# Forezja

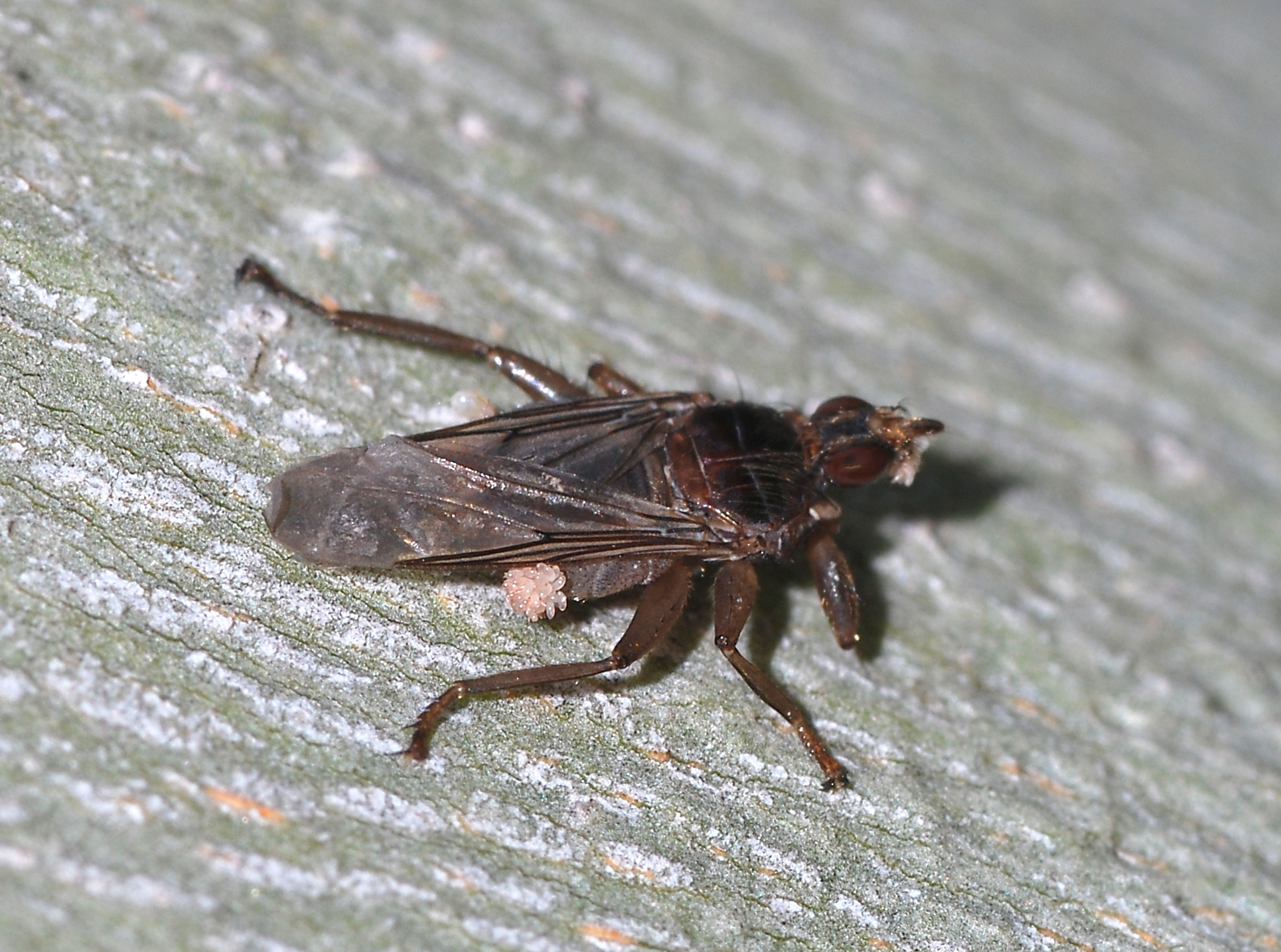
Pseudolynchia canariensis przenosząca roztocze

Forezja, foreza (gr. phora – nosić, wozić) – przenoszenie jednych organizmów przez drugie; chrząszcze są często przenosicielami roztoczy, muchówki – zaleszczotków, pszczoły – wczesnych stadiów larwalnych chrząszczy z rodziny Meloidae. Forezja nie dotyczy przenoszenia pasożyta przez żywiciela, jednak może powodować śmierć przenosiciela.
Przemieszczanie się poprzez forezję jest rozpowszechnione u gatunków zwierząt o ograniczonej ruchliwości. Jest szczególnie ważne dla organizmów żyjących w niekorzystnych warunkach środowiskowych oraz skutecznym sposobem kolonizowania nowych siedlisk.
Terminu „forezja” użył po raz pierwszy francuski entomolog Pierre Lesne.